# Абу Шакур, Мустафа
Мустафа Абу Шакур (араб. مصطفى ابوشاقور غيت ابوشاقور‎) (род. 15 февраля, 1951) — ливийский политик, профессор электротехники и предприниматель. 12 сентября 2012 года был избран премьер-министром Ливии после свержения режима Муаммара Каддафи. До своего избрания занимал должность заместителя главы правительства. До падения режима джамахирии проживал в Соединённых Штатах.
Вследствие избрания на пост Абу Шакур должен сформировать кабинет министров и представить его на утверждение Всеобщего национального конгресса. Ожидалось, что он вступит на пост премьер-министра в октябре 2012 года и сформирует кабинет министров.
Однако в начале октября Мустафа Абу Шакур после двух попыток не смог сформировать кабинет министров, который бы устроил Всеобщий национальный конгресс, и 7 октября 2012 был отправлен парламентариями в отставку, менее чем через месяц после своего избрания на пост премьер-министра Ливии.